# Hamkens (Familie)
Hamkens ist der Name eines alten friesischen Familiengeschlechts aus der Landschaft Eiderstedt, welches erstmals urkundlich 1535 im Doppelschatzregister des Kirchspiels St. Peter (St. Peter-Ording), dem ältesten Verzeichnis aller Eiderstedter Grundbesitzer, genannt wird.

## Geschichte

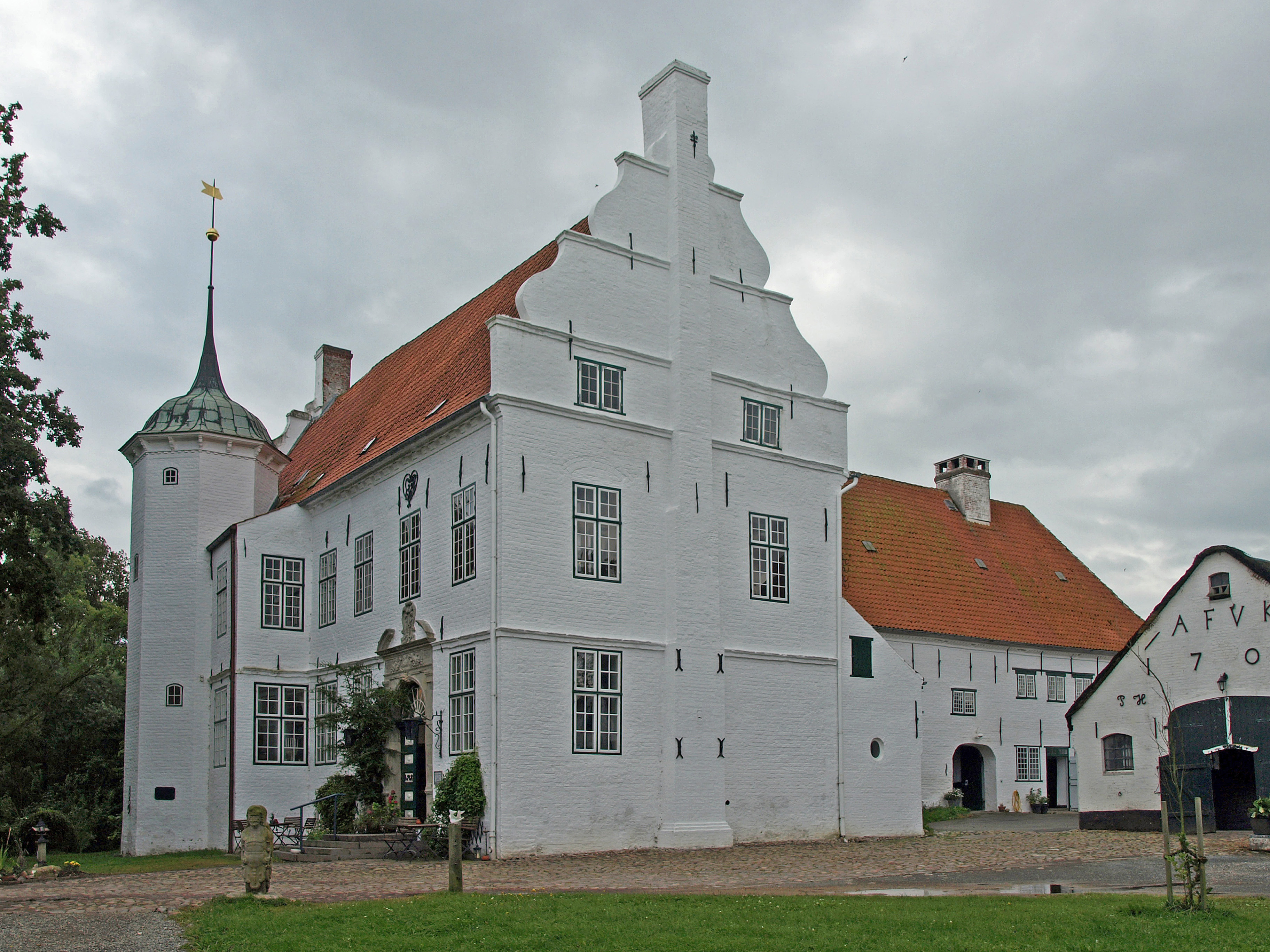
Herrenhaus Hoyerswort in der Landschaft Eiderstedt, von 1771 bis 2013 im Besitz der Familie Hamkens

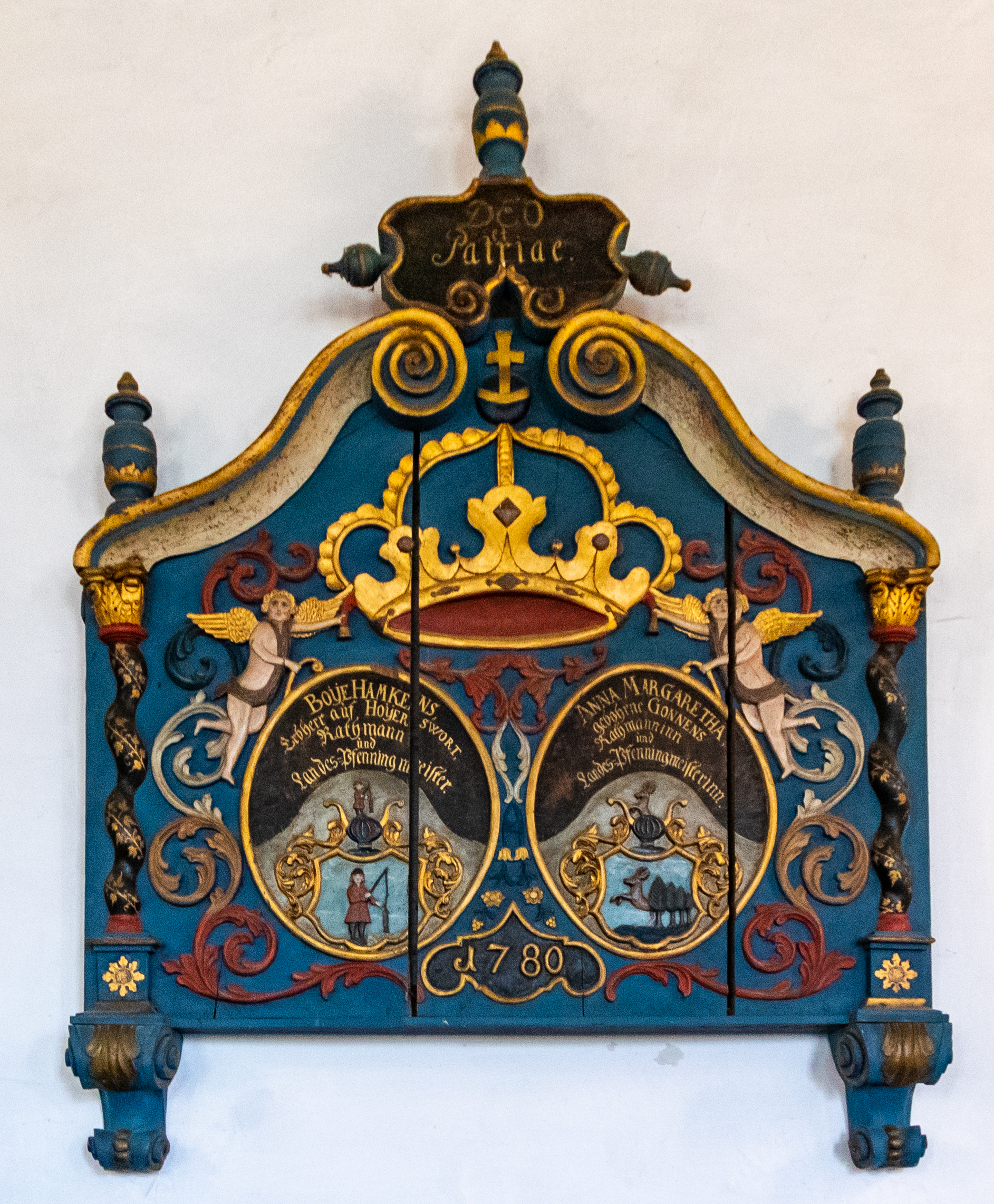
Wappentafel im Schloss Hoyerswort

Die Hamkens gehören zu den ältesten Grundherrenfamilien der Landschaft Eiderstedt. Bereits im 15. Jahrhundert gab es einen Peter Hamkens, der als Großgrundbesitzer und Hofbesitzer im Doppelschatzregister im Kirchspiel von St. Peter genannt wird. Der Stammvater der Hamkens ist Hamke Bons, der um 1600 in St. Peter lebte und dort am 23. Oktober 1656 gestorben ist. Durch die Generationen hindurch waren die Hamkens in der Eiderstedter Landschaft entscheidend für das politische Leben als Deichgrafen, Vorsitzende der Landschaftsversammlungen, Pfennigmeister sowie als Vorsitzende der Kirchspielsversammlungen. Das ist insbesondere interessant, da Eiderstedt schon sehr früh das Selbstverwaltungsrecht besaß und damit nur dem Herzog von Schleswig verantwortlich war. Diese Regelung galt bis 1900.
Bis in die Neuzeit haben die Hamkens – neben ihrer wirtschaftlichen Tätigkeit als Großbauern, Rechtsanwälte und Hofbesitzer – politischen Einfluss ausgeübt. Nicht wenige waren als Landräte, Regierungspräsidenten und Abgeordnete im Reichstag sowie in einflussreichen Positionen – meist konservativer – Parteien tätig. In der Zeit des nationalsozialistischen Terrors ging ein Riss durch die Familie: während ein Namensträger – Wilhelm Hamkens – als Regierungspräsident von Schleswig-Holstein dem Nazi-Regime diente, führte ein anderer, namensgleicher Wilhelm Hamkens als Vorsitzender der Landvolkbewegung den Widerstand an. Auch in den Gründungsjahren der Bundesrepublik griffen die Hamkens immer wieder in die Politik des Landes und des Bundes ein.

## Familienzweige
Im Laufe der Jahrhunderte schied sich die Familie in vier Zweige: Tatinger Linie, St.-Peter-Linie, Kotzenbüller Linie und Hoyersworter Linie.
- Die Tating-Bütteler Linie der Hamkens beginnt mit Peter Gonne Hamkens (1700–1767), Deichgraf, Lehnsmann und Ratmann. Seine Mutter war eine geborene Gonnens, ebenfalls ein altes Geschlecht, das in der Nordfriesischen Chronik von Heimreich erwähnt wird.
- Die Kotzenbüller Linie beginnt mit Johann Hamkens (1696–1778), Besitzer mehrerer Höfe und Kirchenvorsteher, der in Tating geboren wurde.
- Die St.-Peter-Linie geht zurück auf Johann Hamkens (1671–1729), der dort Kirchenvorstand, Kaufmann und Gewürzhändler war. Diese Linie ging im Jahr 1820 in der Tatinger Linie auf.
- Die Hoyersworter Linie ist nach dem Herrenhaus Hoyerswort benannt.[3][4] Das Herrenhaus wurde in den Jahren 1591 bis 1594 durch Caspar Hoyer als Wasserschloss im Stil der Renaissance erbaut und gelangte nach mehreren Besitzwechseln im Jahr 1771 in das Eigentum der Hamkens, wo es bis zum Jahr 2013 verblieb. Gegründet wurde die Hoyersworter Linie durch Boye Hamkens (1716–1793), Pfennigmeister der Landschaft Eiderstedt.

## Namensträger
- Jan Hamkens (1863–1918), Maler, Grafiker und Buchillustrator
- Ernst Hamkens (1869–1945), Landwirt und Politiker (DVP)
- Eugen Schmidt-Hamkens (1880–1941), Politiker und Soldat
- Wilhelm Hamkens (Regierungspräsident) (1883–1962), Rechtsanwalt und nationalsozialistischer Politiker
- Otto Hamkens (1887–1969), Rechtsanwalt, Landwirt und nationalsozialistischer Politiker
- Wilhelm Hamkens (1896–1955), Landwirt und politischer Aktivist